# Arent de Besche
Arent Greve de Besche, född 4 december 1878 i Kristiania, död 17 september 1945, var en norsk läkare. Han var son till Oscar de Besche.
Efter medicinsk ämbetsexamen 1904 var de Besche assistentläkare vid Ullevåls patologisk-anatomiska laboratorium 1906–09. Efter en studievistelse i Berlin 1908 var han från 1909 anställd vid Rikshospitalets patologisk-anatomiska institution. År 1913 blev han medicine doktor på avhandlingen Bakteriologiske Studier over Barnetuberkulose och publicerade i övrigt en rad vetenskapliga arbeten, i in- och utländska facktidskrifter, bland annat den med räntorna av Joachim Andreas Voss legat prisbelönade avhandlingen En retsmedicinsk Undersøgelse på Menneskeblod (1912). de Besche invaldes som ledamot av Det Norske Videnskaps-Akademi 1930.